# Jani Haapamäki
Jani Haapamäki (* 15. Mai 1982 in Kauhajoki) ist ein finnischer Ringer, der im griechisch-römischen Stil (Kategorie bis 55 kg) startet. 2009 wurde Haapamäki in Vilnius Europameister.

## Laufbahn
2004 startete Haapamäki erstmals international als Senior. Der Bantamgewichtler scheiterte zweimal deutlich an der Qualifikation zu den Olympischen Spielen in Athen. Bei den Europameisterschaften im selben Jahr in Haparanda belegte er überraschend den fünften Platz. Bei den folgenden Turnieren belegte er jedoch immer einen Platz im hinteren Klassement. Erst 2008 konnte er bei der Europameisterschaft in Tampere mit Platz 5 wieder unter die ersten zehn vordringen. Die Qualifikation zu den Olympischen Spielen 2008 schaffte er dagegen erneut nicht. Bei der Europameisterschaft 2009 in Vilnius schaffte er nach einem Sieg über Bekchan Mankijew aus Russland den Einzug ins Finale, wo er den Polen Mariusz Łoś nach Punkten besiegte. In der folgenden Zeit konnte er diese Leistung nicht mehr in diesem Maße abrufen. Bei der WM 2009 in Herning wurde er Achter, ein Jahr später in Moskau WM-Siebter.
Haapamäki ringt seit 2010 für den deutschen Bundesligaverein SV Germania Weingarten. Zuvor war er für den SV Siegfried Hallbergmoos am Start.

## Ergebnisse
- 2004, 5. Platz, EM in Haparanda, GR, bis 55 kg, nach Siegen über Sergei Skrypka, Deutschland und Tibor Olah, Ungarn und einer Niederlage gegen Artiom Kiourengian, Griechenland

- 2005, 25. Platz, WM in Budapest, GR, bis 55 kg, nach einer Niederlage gegen Anders Nyblom, Dänemark

- 2006, 15. Platz, EM in Moskau, GR, bis 55 kg, nach einer Niederlage gegen Artiom Kiourengian

- 2006, 21. Platz, WM in Guangzhou, GR, bis 55 kg, nach einer Niederlage gegen Jerbol Konyratow, Kirgisistan

- 2008, 5. Platz, EM in Tampere, GR, bis 55 kg, nach Siegen über Huseyin Ayguen, Türkei und Iwan Gusow und Niederlagen gegen Rövşən Bayramov, Aserbaidschan und Peter Modos, Ungarn

- 2009, 1. Platz, EM in Vilnius, GR, bis 55 kg, nach Siegen über Roberto Pira, Italien, Lascha Gogitadse, Georgien, Maxim Katscharski, Weißrussland, Bekchan Mankijew, Russland und Mariusz Łoś, Polen

- 2009, 8. Platz, WM in Herning, GR, bis 55 kg, nach Siegen über Godertsi Dawitadse, Georgien und Anders Rønningen, Norwegen und einer Niederlage gegen Choi Gyu-jin, Südkorea

- 2010, 7. Platz, WM in Moskau, GR, bis 55 kg, nach Siegen über Federico Manea, Italien, Ferhat Tekin, Türkei und Lascha Gogitadse und Niederlagen gegen Hamid Soryan Reihanpour, Iran und Wenelin Wenkow, Bulgarien

- 2011, 25. Platz, WM in Istanbul, GR, bis 55 kg, nach einer Niederlage gegen Yun Won-chol, Nordkorea

- 2013, 24. Platz, WM in Budapest, GR, bis 55 kg

## Finnische Meisterschaften
- 2001, 6. Platz, FS, bis 60 kg, u. a. hinter Marko Kaarto und Jouni Rosenlöf
- 2002, 4. Platz, GR, bis 60 kg, hinter Marko Isokoski, Janne Kinnunen und Terho Kettunen
- 2004, 1. Platz, GR, bis 55 kg, vor Petri Isokoski und Teemu Mattila
- 2005, 1. Platz, FS, bis 60 kg, vor Jukka Hyytiäinen und Jarmo Hyytiäinen
- 2007, 3. Platz, GR, bis 55 kg, hinter Ville Käki und Teemu Mattila
- 2008, 1. Platz, GR, bis 55 kg, vor Fazel Ahmadi und Ville Käki
- 2009, 1. Platz, GR, bis 55 kg, vor Niko Ohukainen und Fatos Durmishi